# Marienstraße (Naumburg)

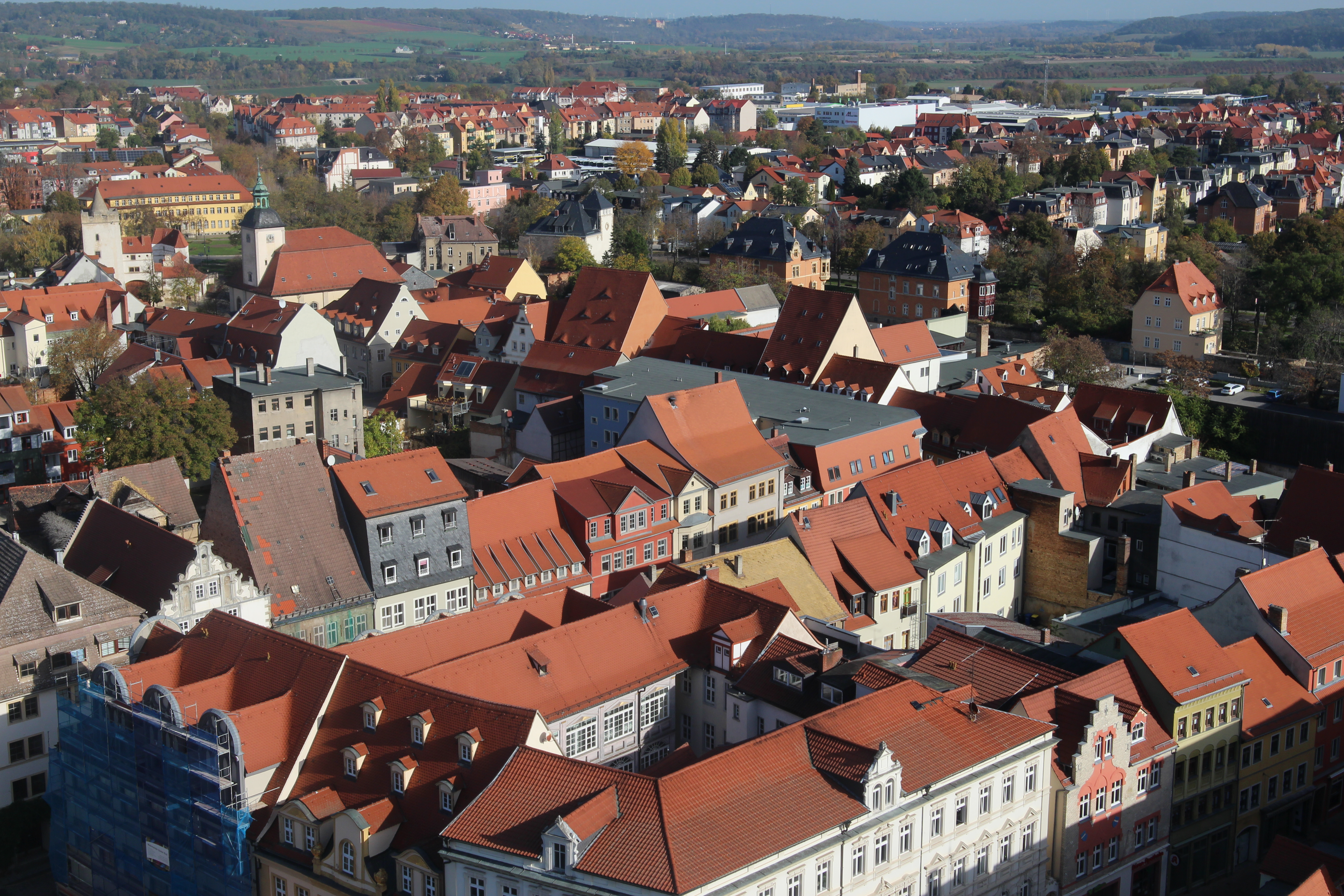
Blick über den Straßenzug der Marienstraße von der Stadtkirche St. Wenzel

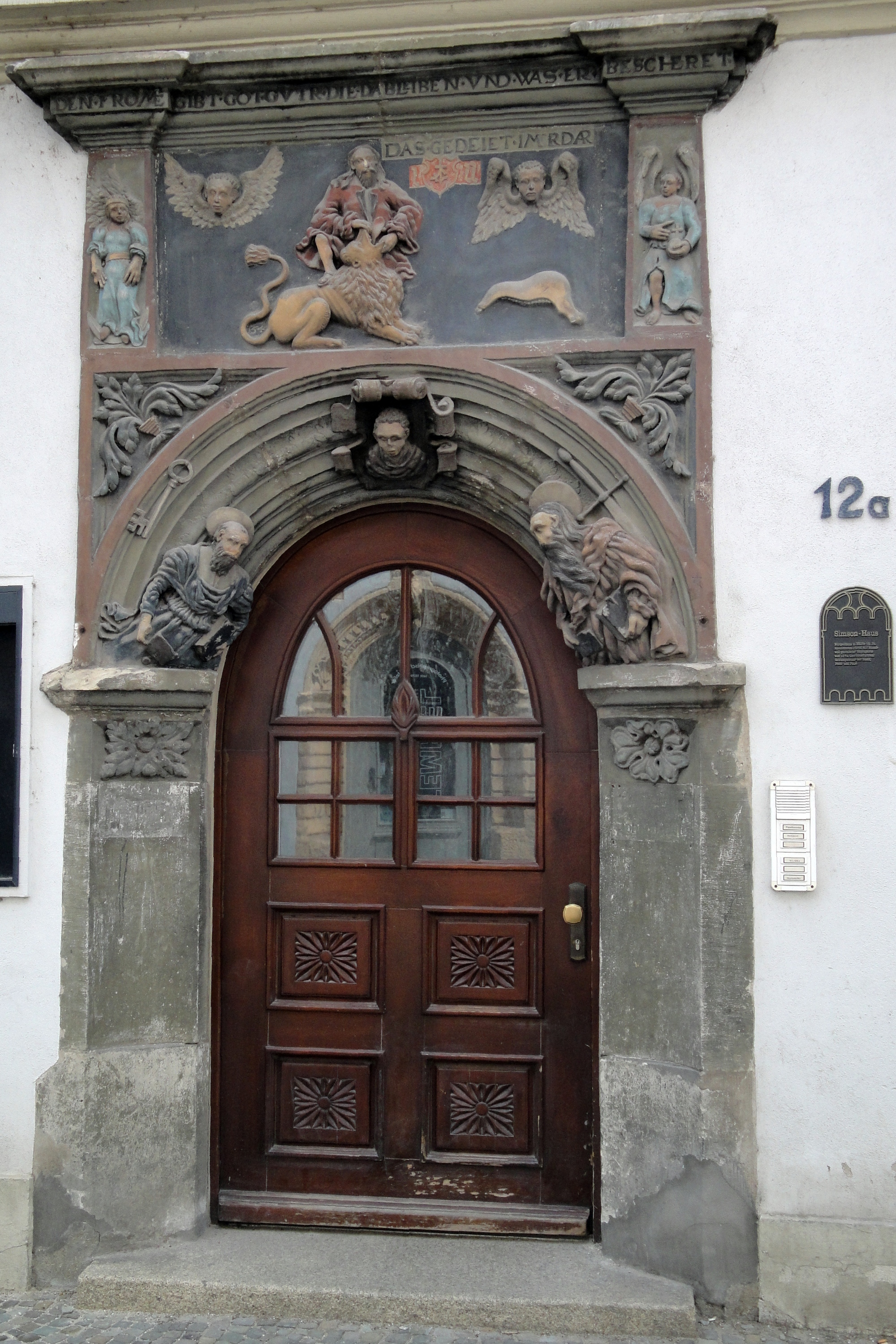
Portal Marienstraße 12 a

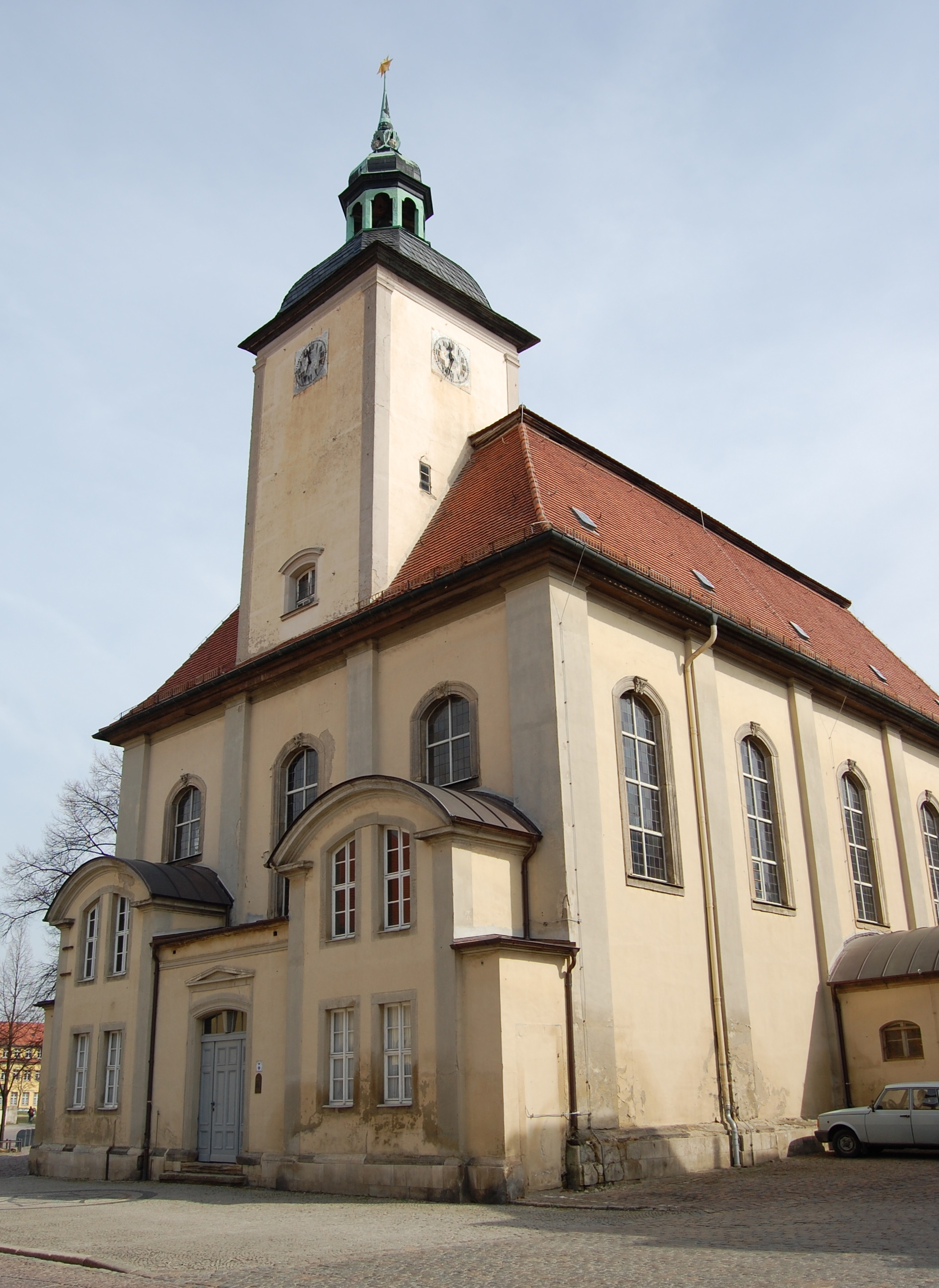
Marienkirche Naumburg

Die Marienstraße  in Naumburg (Saale) ist ein Straßenzug, der vom Markt zum Postring führt. Dort befindet sich eine spätmittelalterliche Doppeltoranlage, das Marientor.
In der Marienstraße stehen viele Gebäude, die der Renaissance  zuzurechnen sind. Einige der Portale sind die im sächsischen Raum typischen Sitznischenportale. Das Haus Marienstraße 12 a, genannt „Simson-Haus“ von 1574, hat einen besonders reichen Dekor. Errichtet wurde es für dem Ratsherrn Harnisch. Es stellt
u. a. die Heiligen Peter und Paul mit ihren Insignien Schlüssel und Schwert dar, die sich im Naumburger Stadtwappen finden und auf das Naumburger Bistum zurückgehen. Den Namen hat der Straßenzug von der Marienkirche. Im Krümmungsscheitel geht die Hirschpassage in Richtung Jakobsstraße ab. Dort befindet sich die Marienstraße 5/6, die an der Fassade Motive aufweist, die Scherenschnitte Walter Heges darstellt, die auf Naumburger Notgeld als Scherenschnitte zu finden sind und Szenen aus dem Hussitenliedes von Karl Friedrich Seyferth zeigen.
Die meisten Gebäude stehen auf der Liste der Kulturdenkmale in Naumburg (Saale).